# Tino Sabbatelli
Sabatino Piscitelli (* 24. August 1983 in Boca Raton, Florida) ist ein amerikanischer Wrestler. Er stand zuletzt bei der WWE unter Vertrag und trat regelmäßig in deren Show NXT auf.

## Wrestling-Karriere

### World Wrestling Entertainment (2014–2021)
Im Oktober 2014 unterzeichnete er bei der WWE einen Entwicklungsvertrag und begann seine Ausbildung zum Wrestler im WWE Performance Center. Am 4. April 2015 gab er sein In-Ring-Debüt bei einem NXT Live Event. Er bestritt eine Battle Royal, welche er jedoch nicht gewinnen konnte. Nach einer Verletzungspause kehrte er im Oktober 2015 zurück und erhielt den Ringnamen Anthony Sabbatelli, dieser wurde jedoch kurz danach zu Tino Sabbatelli geändert.
Sein Debüt in den Live Shows gab er am 12. Oktober 2016. Er trat dort zusammen mit Riddick Moss gegen TM-61, in der ersten Runde des Dusty Rhodes Tag Team Classic, an. Dieses Match verloren sie jedoch. Über ein Jahr bestritt er nur vereinzelte Matches, welche er immer verlor. Seinen ersten Sieg errang er am 25. Oktober 2017. Hier besiegte er zusammen mit Moss Oney Lorcan und Danny Burch. 2018 nahm er erneut zusammen mit Moss an der Dusty Rhodes Tag Team Classic, jedoch verloren sie bereits in der ersten Runde gegen Sanity.
Am 25. April 2019 griff er Moss an und beendete somit das Tag Team. Ende April verletzte er sich den Pectoral-Muskel und musste sich daraufhin einer Operation unterziehen. Am 17. April 2020 wurde er aufgrund von Kosteneinsparungen von der WWE entlassen.
Am 16. Oktober 2020 wurde bekannt gegeben, dass er erneut einen Vertrag bei der WWE unterschrieben hat. Am 25. Juni 2021 wurde er erneut von der WWE entlassen.